# Chú mèo Poko
Pokonyan (ポコニャン (Pokonyan)) là một tác phẩm được chuyển thể từ truyện tranh ra mắt năm 1978 của tác giả Fujiko. F. Fujio. Tên tác phẩm tại một số gia ngoài Việt Nam như:
Mi amigo el mapache (Tây Ban Nha),
Поконян! (Nga). Truyện được Nhà xuất bản Kim Đồng tái bản từ năm 2012 với tên gọi Chú mèo Poko.

## Lịch sử
Bộ truyện được đăng trên tạp chí CoroCoro Comic của nhà xuất bản Shogakukan từ tháng 4 năm 1975 cho đến tháng 5 năm 1978 trong Kibō no tomo (Taidopuresu). Thêm vào đó từ tháng 7 năm 1970 đến tháng 1 năm 1974 tiền thân tác phẩm Chú mèo Poko được in trong trong Youjiehon (Ushioshuppansha). Nội dung kể về Pokonyan một chú mèo có sức mạnh kỳ bí đã giúp đỡ một cô bé rất nhiều điều trong cuộc sống.
Đến năm 1983 thì bộ truyện tròn kỉ niệm 15 năm kể từ ngày ấn hành đầu tiên và được chuyển thể thành một bộ phim hoạt hình dài 170 tập. Khi chuyển thể thành anime truyền hình loạt phim đã có dán nhãn lứa tuổi đối tượng xem phim là từ trẻ sơ sinh đến mẫu giáo.
Năm 1994 Game Boy và Super NES đã phát triển phần mềm trò chơi dựa trên loạt anime seri này.

## Nội dung
Trong một lần khi cùng gia đình đi cắm trại trong rừng, cô bé Miky đã phát hiện ra chú mèo Pokonyan (Rocky) và mang về nhà nuôi. Pokonyan không phải là một chú mèo bình thường mà là chú mèo máy có phép thuật.
Nhờ phép thuật của mình, Pokonyan đã giúp đỡ mọi người và đặc biệt là giúp Miki đã có những chuyến phiêu lưu, khám phá thú vị, bất ngờ.
Nhưng cô bé Miki cũng không ít lần gặp rắc rối với chính phép thuật của Pokonyan. Còn cô Suki tinh nghịch lại luôn bắt nạt Pokonyan và theo dõi Pokonyan vì nghi ngờ cậu có phép thuật (việc Pokonyan có phép thuật chỉ có Miki và ông ngoại của cô bé biết. Ông ngoại cũng khuyên Pokonyan chỉ nên tiết lộ việc mình có phép thuật cho Miki vì lo sợ cậu có thể gặp nguy hiểm).
Mỗi tập phim là một tình huống vui nhộn, ngộ nghĩnh và hài hước, mang đến cho các bạn nhiều bất ngờ và thú vị trong những chuyến phiêu lưu thú vị của Pokonyan.

## Sản xuất
Phát sóng trên đài NHK từ ngày 5 tháng 4 năm 1993 đến ngày 30 tháng 3 năm 1996 với tiêu đề " Pokonyan!" . Nó được phát sóng trên kênh NHK General TV cho đến ngày 1 tháng 4 năm 1994 và trên kênh truyền hình Giáo dục từ ngày 4 tháng 4 năm 1994 . Tất cả 170 tập.
Tại Việt Nam, một số tập phim ngắn đã được ra mắt tại Việt Nam từ rất sớm dưới dạng đĩa hình VCD với tên gọi Mèo con nghịch ngợm bao gồm các bản phát hành của Fafilm Việt Nam và Công ty Điện ảnh Thành phố Hồ Chí Minh. Riêng bản Fafilm Việt Nam tên các nhân vật được dịch dưới dạng Hán Việt vốn mua từ bản lồng tiếng Trung Quốc và phụ đề tiếng Trung. Bản phát hành của Fafilm Việt Nam là phiên bản lồng tiếng Việt còn bản phát hành của Công ty Điện ảnh TPHCM là thuyết minh. Phim cũng được phát sóng trên kênh hoạt hình Bibi (thuyết minh giọng Bắc), kênh thiếu nhi SaoTV (thuyết minh giọng Nam), kênh SAM - BTV11 (?) được biết nhiều nhất với tên gọi Chú mèo Rocky.

## Nhân vật và Diễn viên lồng tiếng
| Nhân vật          | Diễn viên lồng tiếng Nhật |
| ----------------- | ------------------------- |
| Pokonyan (Rocky)  | Yuki mita                 |
| Miki Konoha       | Hiramatsu                 |
| Mẹ                | Masahi Ebara              |
| Ba                | Shigeru Konoha            |
| Yuu               | Yuko Kobayashi            |
| Atari Sakurai     | Ayako Shiraishi           |
| Konosuke Ippongi  | Kineta Kimotsuki          |
| Chinpaku          | Masashi Ebara             |
| Noboru Kusunoki   | Shin Ichi ro Miki         |
| Momo ko waka ba   | Sumi Shimamoto            |
| Kikunosuke Hanada | Toshiharu Sakurai         |
| Shusaku Hinoki    | Tsutomu Kishiwakura       |

## Âm nhạc
- Bài hát mở đầu:"Sai wa nagerareta bởi Daiji-Man Brothers Band
- Bài hát kết thúc:"Oyaji to hanasu" bởi Daiji-Man Brothers Band